# Leitkultur
En idioma alemán, el término Leitkultur es un concepto político controvertido, introducido por primera vez en 1998 por el sociólogo germano-árabe Bassam Tibi. Se puede traducir como "cultura líder" o, menos literalmente, como "cultura común" o "cultura básica". Tibi entendió el término como una forma de multiculturalismo, pero a partir de 2000 el término aparece relacionado recurrentemente con el debate político sobre identidad nacional e inmigración en Alemania. Así, el término ha sido finalmente asociado con la visión monocultural de la sociedad alemana, con una supuesta superioridad cultural europea y con políticas de asimilación obligatoria. 